# Stolnica v Guastalli
Stolnica v Guastalli ali sostolnica svetega Petra (italijansko Concattedrale di San Pietro Apostolo) je glavna cerkev v Guastalli v pokrajini Reggio Emilia v deželi Emiliji - Romanji. Od 13. septembra 1828 do 30. septembra 1986, ko je bila škofija združena s škofijo Reggio in je prevzela sedanje škofijsko ime Reggio -
Emilia - Guastalla, je bila sedež škofije Guastalla.

## Zgodovina
Leta 1569 jo je začel graditi grof Cesare I. Gonzaga po načrtih Francesca Caprianija in je bila končana leta 1575 po načrtih arhitekta iz Mantove Pompea Pedemonteja. 18. februarja istega leta jo je posvetil Karel Boromejski, ki je prispel v Guastallo zaradi smrti Cesarjeve svakinje. Bila je preprosta z enostavno fasado z zvoniki, baročno je bila predelana leta 1716. Leta 1670 je arhitekt Antonio Vasconi začel restavrirati in olepševati kapelo svetega Rešnjega telesa z okraski in freskami. Leta 1841 je notranjost cerkve restavriral Giuseppe Rizzardi Polini iz Parme, olepšal je vence, tla in veliko okno na kupoli. Leta 1858 so bili obnovljeni zvonika in obok strehe. Leta 1889 je pročelje obnovil arhitekt Pancrazio Soncini.
2. oktobra 2016 je bila s svečano slovesnostjo, ki jo je vodil škof Massimo Camisasca, ponovno odprta za bogoslužje po potresu leta 2012.

## Opis

### Fasada
Fasada, ki gleda na Mazzinijev trg (piazza Mazzini), je razdeljena na dve nadstropji z vencem. V spodnjem delu so med kipoma Petra in Pavla tri arkade, obdane s pilastri. V zgornjem delu sta ob straneh obokani okni, v sredini pa kiparska skupina, ki prikazuje Marijo na prestolu z otrokom med dvema svetnicama. Na vrhu, v timpanonu, je ura. Na straneh fasade sta dva zvonika, postavljena leta 1716.

### Notranjost
V notranjosti je mnogo cerkvenih del zgodovinske in umetniške vrednosti: Sveti Frančišek prejema stigme, Ludivico Cardi (konec 16. stoletja, olje na platnu); kip svetega Jožefa z otrokom Jezusom, Girolamo De Giovanni (barvan les, pozno 17. stoletje); Marija z otrokom, Gianbattista Crespi (olje na platnu, sredi 17. stoletja); kiparska skupina, imenovana Grob (barvan les, 17. stoletje); oltar Madone z gradu, kip je bil najverjetneje v starodavni utrdbi v 15. stoletju; Sveti Frančišek Ksaverij (olje na platnu, XVIII. stoletje); Madona na stebru (olje na platnu). Grbi družine Gonzaga iz Guastale so še vedno vidni v koru.